# Regreso a Reims
Regreso a Reims (título original en francés Retour à Reims (Fragments)) es un documental francés dirigido por Jean-Gabriel Périot y estrenado en 2021 sobre la evolución de la clase obrera en la sociedad francesa. Es una adaptación libre de Retour à Reims, el ensayo autobiográfico de Didier Eribon publicado en 2009.

## Argumento
El documental utiliza determinados pasajes del ensayo de Didier Eribon, ampliando el tema mediante el uso y montaje de imágenes de archivo de diferentes tipos sobre la historia obrera, desde los años treinta hasta principios del siglo XXI. Un texto es leído por Adèle Haenel, que hace de narradora. Los pasajes extraídos del ensayo de Didier Eribon son esencialmente los dedicados a su madre y su abuela.
Reduciendo la historia de Didier Eribon, que pasa de una época y de un personaje a otro, abordando muchos temas, a las dimensiones de una película de hora y media, significaba traicionarlo asumiendo una serie de opciones. Jean-Gabriel Périot decidió descartar todo lo que se refiere específicamente a la persona del autor, desde la cuestión de la homosexualidad hasta la del movimiento de clase. Jean-Gabriel Périot se centró en la historia obrera mostrando cómo se hizo el cambio del Partido Comunista a votar a la extrema derecha.

## Reparto
- Adele Haenel: narradora[3]

## Selección
- Festival de Cannes 2021 (Decimoquinta de los Directores)
- Festival Internacional de Cine de San Sebastián 2022.[8]